# GE Engineering
GE Engineering PLC war ein britischer Hersteller von Automobilen.

## Unternehmensgeschichte
John Payne und Michael Hart gründeten 1988 das Unternehmen in Mere in der Grafschaft Wiltshire. Sie übernahmen ein Projekt von Gravetti Engineering und begannen mit der Produktion von Automobilen und Kits. Der Markenname lautete GE. 1989 endete die Produktion.
CK Automotive aus Maidstone setzte die Produktion bis 1998 fort und verwendete den Markennamen CK.

## Fahrzeuge
Das einzige Modell war der 427. Dies war der Nachfolger des Gravetti 427. Es war eine Nachbildung des AC Cobra. Die Basis bildete ein Gitterrohrrahmen. Darauf wurde eine zweisitzige Karosserie montiert, aus Aluminium und aramidfaserverstärktem Polyester bestand. Die Radaufhängungen stammten von Jaguar Cars. Verschiedene Motoren vom V6-Motor von Ford über V8-Motoren von Chevrolet, Ford und Rover bis zum V12-Motor von Jaguar standen für die Fahrzeuge zur Wahl.
Insgesamt entstanden etwa 70 Exemplare des Modells 427 bei den drei Herstellern.